# USS Amsterdam (CL-101)
USS Amsterdam (CL-101) là một tàu tuần dương hạng nhẹ thuộc lớp Cleveland của Hải quân Hoa Kỳ được hoàn tất khi Chiến tranh Thế giới thứ hai sắp kết thúc. Nó là chiếc tàu chiến thứ hai của Hải quân Mỹ được đặt cái tên này, được đặt theo tên thành phố Amsterdam thuộc tiểu bang New York. Amsterdam đã phục vụ tại Mặt trận Thái Bình Dương trong giai đoạn cuối cùng ngay trước khi cuộc xung đột chấm dứt. Giống như hầu hết các tàu chị em cùng lớp, nó ngừng hoạt động không lâu sau đó, được đưa về lực lượng dự bị và không bao giờ phục vụ trở lại. Con tàu bị tháo dỡ vào năm 1972. Amsterdam được tặng tưởng một Ngôi sao chiến trận cho thành tích hoạt động trong Thế Chiến II.

## Thiết kế và chế tạo

### Thiết kế
Lớp Cleveland được thiết kế nhằm mục đích gia tăng tầm xa hoạt động, tăng cường hỏa lực phòng không và sự bảo vệ chống ngư lôi so với các tàu tuần dương Hoa Kỳ trước đây. Cho dù kém hơn ba nòng pháo 6-inch so với những chiếc lớp Brooklyn dẫn trước, hệ thống kiểm soát hỏa lực mới và tiên tiến hơn giúp cho lớp Cleveland có được ưu thế về hỏa lực trong chiến đấu thực tế. Tuy nhiên việc tăng cường thêm dàn hỏa lực phòng không hạng nhẹ cho đến cuối Thế Chiến II khiến các con tàu bị nặng đầu đáng kể.

### Chế tạo
Amsterdam được đặt lườn vào ngày 3 tháng 3 năm 1943 tại xưởng tàu của hãng Newport News Shipbuilding & Dry Dock Company tại Newport News, Virginia. Nó được hạ thủy vào ngày 25 tháng 4 năm 1944, được đỡ đầu bởi Bà William E. Hasenfuss (người "Mẹ Sao vàng" đầu tiên của thành phố Amsterdam, New York, vốn bị mất người con William E. Hasenfuss, Jr. khi Nhật Bản tấn công Trân Châu Cảng), và được đưa ra hoạt động tại Xưởng hải quân Norfolk, Portsmouth, Virginia vào ngày 8 tháng 1 năm 1945 dưới quyền chỉ huy của hạm trưởng, Đại tá Hải quân Andrew P. Lawton.

## Lịch sử hoạt động
Sau khi hoàn tất việc trang bị tại Norfolk, Virginia, Amsterdam lên đường vào ngày 5 tháng 2 cho chuyến đi chạy thử máy tại vịnh Chesapeake. Vào ngày 17 tháng 2, chiếc tàu tuần dương khởi hành từ Hampton Roads hướng đến Trinidad cho giai đoạn hai của việc chạy thử máy. Nó hoạt động tại Trinidad cho đến ngày 13 tháng 3, khi nó lên đường quay trở lại Norfolk. Trên đường đi, nó thực hành bắn phá bờ biển ngoài khơi đảo Culebra, và về đến Norfolk vào ngày 20 tháng 3. Sau một chuyến đi ngắn đến mũi May, New Jersey để thực hành tác xạ, nó trở vào Xưởng hải quân Norfolk vào ngày 24 tháng 3 để đại tu.
Amsterdam rời xưởng tàu vào ngày 20 tháng 4 cho các cuộc thực tập huấn luyện tại vịnh Chesapeake, rồi lên đường bốn ngày sau đó hướng đến vùng biển Caribbe. Nó tiến hành các cuộc thực tập huấn luyện ngoài khơi Culebra và tại vịnh Guantánamo, Cuba rồi tiếp tục đi đến kênh đào Panama và băng qua vào ngày 5 tháng 5. Chiếc tàu tuần dương đến Trân Châu Cảng vào ngày 18 tháng 5, và đã tiến hành nhiều cuộc thực hành tác xạ và huấn luyện trong thời gian lưu lại vùng biển Hawaii.
Vào ngày 9 tháng 6, chiếc tàu tuần dương lên đường hướng sang đảo Leyte thuộc Philippines. Sau khi đi đến vịnh San Pedro vào ngày 21 tháng 6, nó trình diện để nhận nhiệm vụ cùng Đệ Tam hạm đội; và sau khi được tiếp tế và tiếp nhiên liệu, nó khởi hành cùng với Lực lượng Đặc nhiệm 38 vào ngày 1 tháng 7 để hộ tống cho các cuộc không kích xuống chính quốc Nhật Bản. Ngày 10 tháng 7, máy bay của lực lượng đặc nhiệm bắt đầu một loạt các cuộc không kích nhắm vào sân bay, nhà máy và tàu bè Nhật; trong số các mục tiêu của chúng có Tokyo, Kure, Kobe và Osaka. Trong chiến dịch này, Amsterdam bảo vệ cho các tàu sân bay khỏi các cuộc tấn công của máy bay và lực lượng mặt biển đối phương. Ngày 15 tháng 8, Lực lượng Đặc nhiệm 38 chuẩn bị tung ra một cuộc không kích khác xuống Tokyo khi họ nhận được tin Nhật Bản đã chấp nhận đầu hàng giúp kết thúc cuộc xung đột.
Trong vài tuần lễ tiếp theo, Amsterdam tiếp tục ở lại vùng biển ngoài khơi bờ biển phía Đông của đảo Honshū tuần tra đề phòng bất trắc trong quá trình thương lượng ngừng bắn. Nó tiến vào vịnh Tokyo vào ngày 5 tháng 9 và ở lại đây cho đến ngày 20 tháng 9 trước khi lên đường cho hành trình quay trở về Hoa Kỳ. Sau các chặng dừng ngắn tại vịnh Buckner, Okinawa và Trân Châu Cảng để nhận lên tàu cựu quân nhân hồi hương, con tàu về đến Portland, Oregon vào ngày 15 tháng 10 và ở lại đây hai tuần lễ để tham gia các lễ hội nhân ngày Hải quân. Chiếc tàu tuần dương lên đường đi San Pedro, California vào ngày 29 tháng 10.
Amsterdam đến San Pedro vào ngày 1 tháng 11. Sau một giai đoạn bảo trì và nghỉ ngơi, nó rời vùng bờ Tây vào ngày 19 tháng 11 hướng đến Trân Châu Cảng. Đến nơi vào ngày 25 tháng 11, nó tiếp nhận nhân sự và thiết bị để vận chuyển trở về vùng bờ Tây; lên đường vào ngày 12 tháng 12 và đến San Pedro vào ngày 18 tháng 12. Ngày 21 tháng 1 năm 1946, chiếc tàu tuần dương lên đường đi San Francisco. Không lâu sau khi đến nơi, thủy thủ đoàn của nó bắt đầu các công việc chuẩn bị để ngừng hoạt động. Amsterdam được cho xuất biên chế vào ngày 30 tháng 6 năm 1947 và được đưa về Hạm đội Dự bị Thái Bình Dương tại San Francisco. Tên của nó được cho rút khỏi danh sách Đăng bạ Hải quân vào ngày 2 tháng 1 năm 1971, và con tàu bị bán cho hãng National Metal and Steel Corporation, đảo Terminal, California vào ngày 11 tháng 2 năm 1972 để tháo dỡ.

## Phần thưởng
Amsterdam được tặng tưởng một Ngôi sao chiến trận cho thành tích hoạt động trong Thế Chiến II.
|             |  |  |
| Bronze star |  |  |

| Dãi băng Hoạt động Tác chiến                                            | Dãi băng Hoạt động Tác chiến         | Huân chương Chiến dịch Hoa Kỳ        | Huân chương Chiến dịch Hoa Kỳ           |
| Huân chương Chiến dịch Châu Á-Thái Bình Dương với 1 Ngôi sao Chiến trận | Huân chương Chiến thắng Thế Chiến II | Huân chương Chiến thắng Thế Chiến II | Huân chương Phục vụ Chiếm đóng Hải quân |